# Палочное
Палочное (каз. Палочное) — озеро в Кызылжарском районе Северо-Казахстанской области Казахстана. Находится в 1 км к юго-востоку от села Глубокое.
По данным топографической съёмки 1940-х годов, площадь поверхности озера составляет 1,4 км². Наибольшая длина озера — 1,4 км, наибольшая ширина — 1,4 км. Длина береговой линии составляет 4,3 км, развитие береговой линии — 1,02. Озеро расположено на высоте 131 м над уровнем моря.
По данным обследования 1957 года, площадь поверхности озера составляет 1 км². Максимальная глубина — 3,35 м, объём водной массы — 2,2 млн. м³, общая площадь водосбора — 17,1 км².
Озеро входит в перечень рыбохозяйственных водоёмов местного значения.